# زیردریایی کی-۲۲۲
زیر دریایی

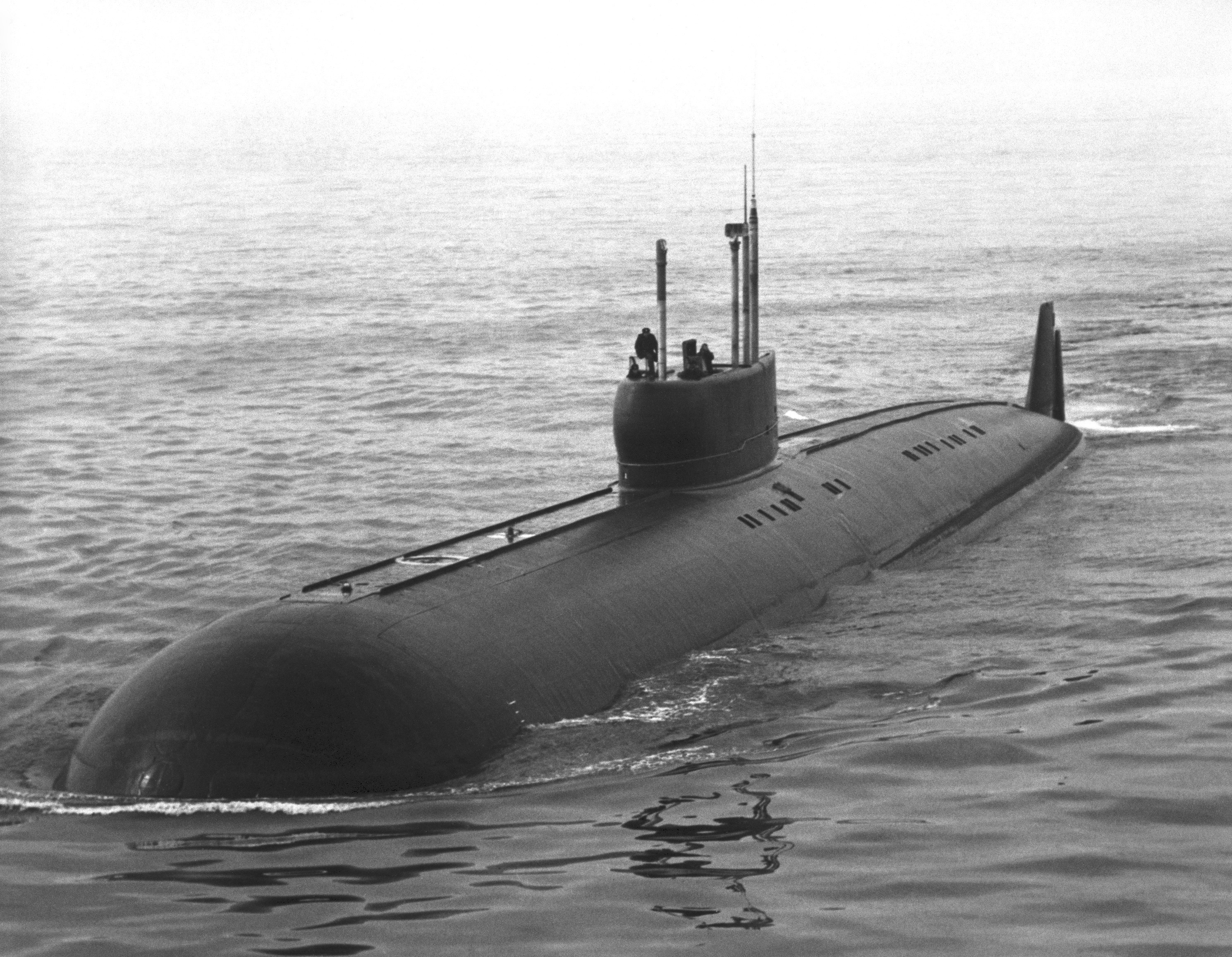
زیر دریایی روی آب

زیردریایی کی-۲۲۲ (به انگلیسی: Soviet submarine K-222) یک زیردریایی بود که طول آن ۱۰۶٫۹ متر (۳۵۰ فوت ۹ اینچ) بود. این زیردریایی در سال ۱۹۶۸ ساخته شد.